# (1904) Масевич
(1904) Масевич (лат. Massevitch) — типичный астероид главного пояса, который принадлежит к редкому спектральному классу R. Он был открыт 9 мая 1972 года советским астрономом Тамарой Смирновой в Крымской астрофизической обсерватории и назван в честь советской женщины-астронома Аллы Масевич. 

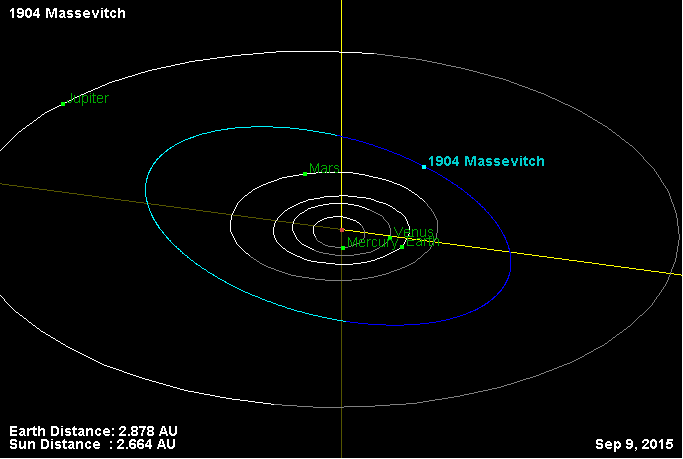
Орбита астероида Масевич и его положение в Солнечной системе